# 裴世清
裴 世清（はい せいせい、生没年不詳）は、6世紀後半 - 7世紀前半の中国隋・唐代の官吏。本貫は河東郡聞喜県。隋の煬帝による命令で倭国を訪れた使者として名が知られている。『隋書』では裴清と記されている。
また、裴世清は倭国に使者として来た際に、日本の威信を見せるために盛大に饗されたとされている。

## 出身・略歴
唐代に17人の宰相を生んだ河東郡の大姓裴氏の支族の中眷裴氏の出身で、父の名は裴著。子は斉州司馬の裴嘉陵がいる。唐では主客郎中・江州刺史をつとめたことが伝えられている。

## 隋書
『隋書』によれば、俀王多利思北孤は大業3年（607年）に第2回遣隋使を派遣した。煬帝はその国書で王が自分と並ぶ天子を自称したことに立腹したが、大業4年（608年）、文林郎である裴清（世については太宗（唐の第二代皇帝李世民）の諱世民のため避諱された）をその答礼使として派遣した。大海の都斯麻國（対馬）、東に一支国、竹斯国（筑紫）、そして東に進み、秦王国（辰王国？）に着いたという。そこの人々は華夏人（中国人）と同じで、夷州の地と言われるのは理解出来ないとしている。竹斯国から東はすべて俀であるという。俀王は小徳（冠位十二階の第2位）阿輩臺（阿倍鳥か）ら数百人に迎えさせ、10日後に大礼（冠位第5位）の哥多毗（額田部比羅夫か）が200騎で警護した。王と会った清は王の歓迎の言葉に皇帝の命を伝えた。館に入る前の清の言葉は後述の『日本書紀』が記す国書の要約になっているが、この時は「王」と呼んでいる。『隋書』は国書を記していない。その後、清は使者とともに帰国した。

## 三国史記
『三国史記』巻第27 百済本紀第5 武王9年3月によれば「九年 春三月 遣使入隋朝貢 隋文林郎裴淸奉使倭國 經我國南路」とあり裴清は百済南部を経由したことが記述されている。

## 日本書紀
『日本書紀』では次のとおり裴世清と記されている。12人の従者を従え、小野妹子とともに筑紫に着き、難波吉士雄成が招いた。難波高麗館の上に館を新しく建てた。6月15日難波津に泊まった。船30艘で歓迎、新館に泊めた。8月3日に京に入った。12日に朝廷で「鴻臚寺の掌客」である裴世清は自ら「皇帝問倭皇」という書を持ち、使いの旨を言上して読み上げた。9月5日に難波大郡に、11日に帰国の途についた。
『日本書紀』では入京時に額田部比羅夫が歓迎の言葉を述べているが、『隋書』では入京時に王が自ら迎えて言葉を述べ、館に導いたとあり、朝廷での国書の読み上げなどは省略されている。また朝廷で裴世清を迎えた阿倍鳥（阿輩台）が『隋書』では比羅夫の十日前にも迎えに出ており、『隋書』の方が手厚い歓迎ぶりである。「倭皇」は倭王の「天子」自称に譲歩したもので、倭への冊封としながらも「皇帝」の「皇」を与えているが、『日本書紀』の改竄とする見解が多い。

## その他
『元興寺伽藍縁起幷流記資財帳』所引の丈六光銘にも、大隋国使主鴻臚寺掌客裴世清と使副尚書祠部主事遍光高らの来朝の記事が記されている。

## 注
1. ↑  隋書卷八十一 列傳第四十六 東夷 倭國
2. ↑  卷八十一 列傳第四十六 東夷 俀國
3. ↑  三國史記 卷第二十七 百済本紀第五 武王